# Sant Antoni Abat de la Poma
Sant Antoni Abat de la Poma és una capella de l'antic veïnat de la Poma, del terme comunal d'Oleta i Èvol, a la comarca del Conflent, de la Catalunya del Nord. Està situada a la mateixa carretera general, a llevant del poble d'Oleta. És el lloc on es troba el veïnat dispers de la Poma.